# 歐弗利 (馬里蘭州)
歐弗利（英語：Overlea）是位於美國馬里蘭州巴爾的摩縣的一個普查規定居民點。

## 人口
根據2020年美國人口普查的數據，歐弗利的面積為7.81平方千米，當中陸地面積為7.81平方千米，而水域面積為0.00平方千米。當地共有人口21832人，而人口密度為每平方千米2,795.39人。